# فينس درايفر
فينس درايفر (بالإنجليزية: Vince Driver)‏ هو لاعب كرة قدم أسترالية أسترالي، ولد في 7 يناير 1908، وتوفي في 17 نوفمبر 1970.

## وصلات خارجية
- فينس درايفر على موقع AustralianFootball.com (الإنجليزية)
- فينس درايفر على موقع AFLtables.com (الإنجليزية)